# また逢う日まで (三田明の曲)
「また逢う日まで」（またあうひまで）は、1967年5月15日に発売された三田明のシングル。

## 解説
- 1967年5月15日発売。
- 松竹映画『また逢う日まで 恋人の泉』の挿入歌として使われ、映画の劇中で三田明が歌唱する場面が存在する。
- 尾崎紀世彦のまた逢う日までとは同名異曲。

## 収録曲
- 両楽曲共に、作曲・編曲：吉田正

1. また逢う日まで（3分19秒）
作詞：宮川哲夫
2. 花を求めて（3分44秒）
作詞：山上路夫

## 映画
1967年、本曲を基にした青春歌謡映画『また逢う日まで 恋人の泉』が公開された。松竹制作。
キャスト
- 川島晃：三田明
- 竹田正敏：竹脇無我
- 杉山雄太郎：砂塚秀夫
- 田中二郎：和崎俊哉
- 藤浦昇：藤岡弘
- 石塚友江：鮎川いずみ
- 原田れい子：尾崎奈々
- 原田陽子：西尾三枝子
- 江原駿：園井啓介
- 北山万作：石山健二郎
- 北山和子：園江梨子
- 北山美佐：早瀬久美
- 一流サウンズ・グループ：ザ・サベージ

スタッフ -
- 監督：宮崎守
- 脚本：石森史郎
- 撮影：小辻昭三
- 音楽：山本直純